# Campionatul European de Curling
Campionatul European de Curling este evenimentul anual al campionatelor europene pentru curling care se desfășoară în diferite țări din Europa. Campionatele europene de curling se desfășoară de obicei la mijlocul lunii decembrie. Turneul este cel în urma căruia sunt stabilite echipele calificate la Campionatul Mondial, opt dintre echipe obținând această calificare.
În noiembrie 1974, a avut loc la Zürich, Elveția un turneu între șase echipe naționale: Elveția, Suedia, Germania, Franța, Italia și Norvegia. În martie 1975, s-a decis ca aceste campionate să se desfășoare în decembrie. La adunarea semi-anuală de la Gävle, Suedia din aprilie 2004, s-a înființat o nouă competiție Campionatul European de Curling Mixt.

## Campioane
| An                    | Masculin          | Masculin                                                                              | Feminin           | Feminin                                                                                            | Gazda                              |
| An                    | Țara câștigătoare | Echipa câștigătoare                                                                   | Țara câștigătoare | Echipa câștigătoare                                                                                | Gazda                              |
| --------------------- | ----------------- | ------------------------------------------------------------------------------------- | ----------------- | -------------------------------------------------------------------------------------------------- | ---------------------------------- |
| 1975                  | Norvegia          | Knut Bjaanaes, Sven Kroken, Helmer Strømbo, Kjell Ulrichsen                           | Scoția            | Betty Law, Jessie Whiteford, Beth Lindsay, Isobel Ross                                             | Megève, Franța                     |
| 1976                  | Elveția           | Peter Attinger, Jr., Bernhard Attinger, Mattias Neuenschwander, Rüdi Attinger         | Suedia            | Elisabeth Branäs, Elisabeth Högström, Eva Rosenhed, Anne-Marie Ericsson                            | Berlinul de Vest, Germania de Vest |
| 1977                  | Suedia            | Ragnar Kamp, Björn Rudström, Håkan Rudström, Christer Mårtensson                      | Suedia            | Elisabeth Branäs, Eva Rosenhed, Britt-Marie Ericson, Anne-Marie Ericsson                           | Oslo, Norvegia                     |
| 1978                  | Elveția           | Jürg Tanner, Jürg Hornisberger, Franz Tanner, Patrik Lörtscher                        | Suedia            | Inga Arfwidsson, Barbro Arfwidsson, Ingrid Appelquist, Gunvor Björhäll                             | Aviemore, Scoția                   |
| 1979                  | Scoția            | Jimmy Waddell, Willie Frame, Jim Forrest, George Bryan                                | Elveția           | Gaby Casanova, Betty Bourquin, Linda Thommen, Rosi Manger                                          | Varese, Italia                     |
| 1980                  | Scoția            | Barton Henderson, Greig Henderson, Bill Henderson, Alistair Sinclair                  | Suedia            | Elisabeth Högström, Carina Olsson, Birgitta Sewik, Karin Sjögren                                   | Copenhaga, Danemarca               |
| 1981                  | Elveția           | Jürg Tanner, Jürg Hornisberger, Patrik Lörtscher, Franz Tanner                        | Elveția           | Susan Schlapbach, Irene Bürgi, Ursula Schlapbach, Katrin Peterhans                                 | Grindelwald, Elveția               |
| 1982                  | Scoția            | Mike Hay, David Hay, David Smith, Russell Keiller                                     | Suedia            | Elisabeth Högström, Katarina Hultling, Birgitta Sewik, Karin Sjögren                               | Kirkcaldy, Scoția                  |
| 1983                  | Elveția           | Amédéé Biner, Walter Bielser, Alex Aufdenblatten, Alfred Paci                         | Suedia            | Elisabeth Högström, Katarina Hultling, Birgitta Sewik, Karin Sjögren                               | Västerås, Suedia                   |
| 1984                  | Elveția           | Peter Attinger, Jr., Bernhard Attinger, Werner Attinger, Kurt Attinger                | RFG               | Almut Hege, Josefine Einsle, Suzanne Koch, Petra Tschetsch                                         | Morzine, Franța                    |
| 1985                  | RFG               | Rodger Gustaf Schmidt, Wolfgang Burba, Johnny Jahr, Hans-Joachim Burba                | Elveția           | Jaqueline Landolt, Christine Krieg, Marianne Uhlmann, Silvia Benoit                                | Grindelwald, Elveția               |
| 1986                  | Elveția           | Felix Luchsinger, Thomas Grendelmeier, Daniel Steiff, Fritz Luchsinger                | RFG               | Andrea Schöpp, Almut Hege, Monika Wagner, Elinore Schöpp                                           | Copenhaga, Danemarca               |
| 1987                  | Suedia            | Thomas Norgren, Jan Strandlund, Lars Strandqvist, Lars Engblom, Olle Håkansson        | RFG               | Andrea Schöpp, Almut Hege, Monika Wagner, Suzanne Fink                                             | Oberstdorf, Germania de Vest       |
| 1988                  | Scoția            | David Smith, Mike Hay, Peter Smith, David Hay                                         | Suedia            | Elisabeth Högström, Anette Norberg, Monika Jansson, Marie Henriksson                               | Perth, Scoția                      |
| 1989                  | Scoția            | Hammy McMillan, Norman Brown, Hugh Aitken, Jim Cannon                                 | RFG               | Andrea Schöpp, Monika Wagner, Christina Haller, Heike Wieländer                                    | Engelberg, Elveția                 |
| 1990                  | Suedia            | Mikael Hasselborg, Hans Nordin, Lars Vågberg, Stefan Hasselborg                       | Norvegia          | Dordi Nordby, Hanne Pettersen, Mette Halvorsen, Anne Jøtun                                         | Lillehammer, Norvegia              |
| 1991                  | Germania          | Roland Jentsch, Uli Sutor, Charlie Kapp, Alexander Huchel, Uli Kapp                   | Germania          | Andrea Schöpp, Stephanie Mayer, Monika Wagner, Sabine Huth                                         | Chamonix, Franța                   |
| 1992                  | Germania          | Andy Kapp, Uli Kapp, Michael Schäffer, Oliver Axnick, Holger Höhne                    | Suedia            | Elisabet Johansson, Katarina Nyberg, Louise Marmont, Elisabeth Persson                             | Perth, Scoția                      |
| 1993                  | Norvegia          | Eigil Ramsfjell, Sjur Loen, Dagfinn Loen, Niclas Järund, Espen de Lange               | Suedia            | Elisabet Johansson, Katarina Nyberg, Louise Marmont, Elisabeth Persson, Eva Eriksson               | Leukerbad, Elveția                 |
| 1994                  | Scoția            | Hammy McMillan, Norman Brown, Mike Hay, Roger McIntyre, Gordon Muirhead               | Danemarca         | Helena Blach Lavrsen, Dorthe Holm, Margit Pörtner, Helene Jensen, Lisa Richardson                  | Sundsvall, Suedia                  |
| 1995                  | Scoția            | Hammy McMillan, Norman Brown, Mike Hay, Roger McIntyre, Brian Binnie                  | Germania          | Andrea Schöpp, Monika Wagner, Natalie Neßler, Carina Meidele, Heike Wieländer                      | Grindelwald, Elveția               |
| 1996                  | Scoția            | Hammy McMillan, Norman Brown, Mike Hay, Brian Binnie, Peter Loudon                    | Elveția           | Mirjam Ott, Marianne Flotron, Franziska von Känel, Caroline Balz, Annina von Planta                | Copenhaga, Danemarca               |
| 1997                  | Germania          | Andy Kapp, Uli Kapp, Oliver Axnick, Holger Höhne, Michael Schäffer                    | Suedia            | Elisabet Gustafson, Katarina Nyberg, Louise Marmont, Elisabeth Persson, Margaretha Lindahl         | Füssen, Germania                   |
| 1998                  | Suedia            | Peja Lindholm, Tomas Nordin, Magnus Swartling, Peter Narup, Joakim Carlsson           | Germania          | Andrea Schöpp, Natalie Neßler, Heike Wieländer, Jane Boake-Cope, Andrea Stock                      | Flims, Elveția                     |
| 1999                  | Scoția            | Hammy McMillan, Warwick Smith, Ewan MacDonald, Peter Loudon, James Dryburgh           | Norvegia          | Dordi Nordby, Hanne Woods, Marianne Aspelin, Cecilie Torhaug                                       | Chamonix, Franța                   |
| 2000                  | Finlanda          | Markku Uusipaavalniemi, Wille Mäkelä, Tommi Häti, Jari Laukkanen, Pekka Saarelainen   | Suedia            | Elisabet Gustafson, Katarina Nyberg, Louise Marmont, Elisabeth Persson, Christina Bertrup          | Oberstdorf, Germania               |
| 2001                  | Suedia            | Peja Lindholm, Tomas Nordin, Magnus Swartling, Peter Narup, Anders Kraupp             | Suedia            | Anette Norberg, Cathrine Norberg, Eva Lund, Maria Hasselborg, Anna Rindeskog                       | Vierumäki, Finlanda                |
| 2002                  | Germania          | Sebastian Stock, Daniel Herberg, Stephan Knoll, Markus Messenzehl, Patrick Hoffman    | Suedia            | Anette Norberg, Cathrine Norberg, Eva Lund, Helena Lingham, Maria Hasselborg                       | Grindelwald, Elveția               |
| 2003                  | Scoția            | David Murdoch, Craig Wilson, Neil Murdoch, Euan Byers, Ronald Brewster                | Suedia            | Anette Norberg, Eva Lund, Cathrine Norberg, Anna Bergström, Maria Prytz                            | Courmayeur, Italia                 |
| 2004                  | Germania          | Sebastian Stock, Daniel Herberg, Stephan Knoll, Markus Messenzehl, Patrick Hoffman    | Suedia            | Anette Norberg, Eva Lund, Cathrine Norberg, Anna Bergström, Ulrika Bergman                         | Sofia, Bulgaria                    |
| 2005                  | Norvegia          | Pål Trulsen, Lars Vågberg, Flemming Davanger, Bent Ånund Ramsfjell, Torger Nergård    | Suedia            | Anette Norberg, Eva Lund, Cathrine Lindahl, Anna Bergström, Ulrika Bergman                         | Garmisch-Partenkirchen, Germania   |
| 2006                  | Elveția           | Andi Schwaller, Ralph Stöckli, Thomas Lips, Damian Grichting                          | Rusia             | Ludmila Privivkova, Olga Jarkova, Nkeirouka Ezekh, Ekaterina Galkina                               | Basel, Elveția                     |
| 2007                  | Scoția            | David Murdoch, Graeme Connal, Peter Smith, Euan Byers, David Hay                      | Suedia            | Anette Norberg, Eva Lund, Cathrine Lindahl, Anna Svärd, Maria Prytz                                | Füssen, Germania                   |
| 2008                  | Scoția            | David Murdoch, Ewan MacDonald, Peter Smith, Euan Byers, Graeme Connal                 | Elveția           | Mirjam Ott, Carmen Schäfer, Valeria Spälty, Janine Greiner, Carmen Küng                            | Örnsköldsvik, Suedia               |
| 2009                  | Suedia            | Niklas Edin, Sebastian Kraupp, Fredrik Lindberg, Viktor Kjäll, Oskar Eriksson         | Germania          | Andrea Schöpp, Monika Wagner, Melanie Robillard, Stella Heiss, Corinna Scholz                      | Aberdeen, Scoția                   |
| 2010                  | Norvegia          | Thomas Ulsrud, Torger Nergård, Christoffer Svae, Håvard Vad Petersson, Markus Høiberg | Suedia            | Stina Viktorsson, Christina Bertrup, Maria Wennerström, Margaretha Sigfridsson, Agnes Knochenhauer | Champéry, Elveția                  |
| 2011                  | Norvegia          | Thomas Ulsrud, Torger Nergård, Christoffer Svae, Håvard Vad Petersson, Thomas Løvold  | Scoția            | Eve Muirhead, Anna Sloan, Vicki Adams, Claire Hamilton, Kay Adams                                  | Moscova, Rusia                     |
| 2012                  | Suedia            | Niklas Edin, Sebastian Kraupp, Fredrik Lindberg, Viktor Kjäll, Oskar Eriksson         | Rusia             | Anna Sidorova, Liudmila Privivkova, Margarita Fomina, Ekaterina Galkina, Nkeiruka Ezekh            | Karlstad, Suedia                   |
| 2013                  | Elveția           | Sven Michel, Claudio Pätz, Sandro Trolliet, Simon Gempeler, Benoît Schwarz            | Suedia            | Margaretha Sigfridsson, Maria Prytz, Christina Bertrup, Maria Wennerström, Agnes Knochenhauer      | Stavanger, Norvegia                |
| 2014                  | Suedia            | Niklas Edin, Oskar Eriksson, Kristian Lindström, Christoffer Sundgren, Henrik Leek    | Elveția           | Binia Feltscher, Irene Schori, Franziska Kaufmann, Christine Urech, Carole Howald                  | Champéry, Elveția                  |
| 2015                  | Suedia            | Niklas Edin, Oskar Eriksson, Kristian Lindström, Christoffer Sundgren, Henrik Leek    | Rusia             | Anna Sidorova, Margarita Fomina, Alexandra Raeva, Nkeirouka Ezekh, Anna Kovaleva                   | Esbjerg, Danemarca                 |
| 2016                  | Suedia            | Niklas Edin, Oskar Eriksson, Rasmus Wrana, Christoffer Sundgren, Henrik Leek          | Rusia             | Victoria Moiseeva, Uliana Vasileva, Galina Arsenkina, Julia Portunova, Julia Guzieva               | Renfrewshire, Scoția               |
| 2017 masculin feminin | Suedia            | Niklas Edin, Oskar Eriksson, Rasmus Wranå, Christoffer Sundgren, Henrik Leek          | Scoția            | Eve Muirhead, Anna Sloan, Vicki Adams, Lauren Gray, Kelly Schafer                                  | St. Gallen, Elveția                |
| 2018 masculin feminin | Scoția            | Bruce Mouat, Grant Hardie, Bobby Lammie, Hammy McMillan Jr.                           | Suedia            | Anna Hasselborg, Sara McManus, Agnes Knochenhauer, Sofia Mabergs, Johanna Heldin                   | Tallinn, Estonia                   |
| 2019 masculin feminin |                   |                                                                                       |                   | | Helsingborg, Suedia                |

## Medalii
După Campionatul European de Curling din 2018
| Loc   | Țară      | Aur | Argint | Bronz | Total |
| ----- | --------- | --- | ------ | ----- | ----- |
| 1     | Scoția    | 13  | 7      | 7     | 27    |
| 2     | Suedia    | 11  | 14     | 5     | 30    |
| 3     | Elveția   | 8   | 5      | 11    | 24    |
| 4     | Germania  | 6   | 1      | 3     | 10    |
| 5     | Norvegia  | 5   | 12     | 11    | 28    |
| 6     | Finlanda  | 1   | 0      | 2     | 3     |
| 7     | Danemarca | 0   | 5      | 5     | 10    |
| 8     | Italia    | 0   | 0      | 2     | 2     |
| 8     | Cehia     | 0   | 0      | 1     | 1     |
| Total | Total     | 44  | 44     | 47    | 135   |

| Loc   | Țară      | Aur | Argint | Bronz | Total |
| ----- | --------- | --- | ------ | ----- | ----- |
| 1     | Suedia    | 21  | 11     | 4     | 36    |
| 2     | Germania  | 8   | 1      | 5     | 14    |
| 3     | Elveția   | 6   | 11     | 12    | 29    |
| 4     | Rusia     | 4   | 1      | 1     | 6     |
| 5     | Scoția    | 3   | 11     | 7     | 21    |
| 6     | Norvegia  | 2   | 4      | 7     | 13    |
| 7     | Danemarca | 1   | 3      | 8     | 12    |
| 8     | Italia    | 0   | 2      | 1     | 3     |
| 9     | Franța    | 0   | 1      | 0     | 1     |
| 10    | Anglia    | 0   | 0      | 1     | 1     |
| 10    | Finlanda  | 0   | 0      | 1     | 1     |
| Total | Total     | 45  | 45     | 47    | 137   |